# Ode (Stravinsky)
Ode, sous-titrée « chant élégiaque en trois parties », est une œuvre pour orchestre composée par Igor Stravinsky en 1943, dédiée à la mémoire de Nathalie Koussevitzky et créée le 8 octobre 1943 par l'Orchestre symphonique de Boston sous la direction de son commanditaire Serge Koussevitzky.

## Mouvements
Les trois mouvements sont intitulés :   Eulogie, Eglogue et Epitaphe. Le mouvement central Eglogue était à l'origine une musique pour une scène d'un film adapté de Jane Eyre qu'avait prévu de tourner Orson Welles, projet qui fut abandonné.

## Instrumentation
L'effectif instrumental est constitué de cordes (alto, contrebasse, violoncelle), d'un trio de flûtes, deux hautbois, deux clarinettes, deux bassons, section de cuivres (quatre cors, deux trompettes) et timbale. La durée de l'œuvre est de dix minutes environ.

## Chorégraphie
Lorca Massine en fit une chorégraphie créée par le New York City Ballet au Lincoln Center le 23 juin 1972.

## Discographie
- Stravinsky composer and performer, volume III, CD Andante AND1140 Réédition du premier enregistremement  du 5 février 1945 par le compositeur dirigeant lui-même l'œuvre pour Columbia records
- Stravinsky conducts Four Norwegian Moods, Ode, Danses Concertantes, Concerto In D For String Orchestra, Columbia Symphony Orchestra direction Igor Stravinsky (enregistré en 1964) Columbia Masterworks – M 30516, 1971, réédition SONY SM2K 46 300, intégrale  Stravinsky conducts Stravinsky volume 10 Oratorio-Melodrama 1991.
- Stravinsky: The three Symphonies and Ode, orchestre national d'Écosse, direction Alexander Gibson (enregistré en 1980), Chandos DBRD 2004, 1981, réédition Chandos CHAN241-8, 1999.
- An American In Prague, orchestre philharmonique tchèque, direction Aaron Copland (concert enregistré en 1973), Romantic Robot – RR 1993.
- Stravinsky the Composer Vol 5, Orchestre de l'église Saint-Luc direction Robert Craft, MusicMasters 67110-2, 1993.
- Stravinsky in America, orchestre symphonique de Londres, direction Michael Tilson Thomas RCA-BMG 09026 68865 2, 1997.
- Stravinsky: The Fairy's Kiss, Faun and Shepherdess, Ode, Cleveland Orchestra direction Oliver Knussen (enregistré en 1996), Deutsche Grammophon DG 449 205-2, 1997.
- Strawinsky: Agon, Ode, Concerto, Monumentum pro Gersualdo, orchestre symphonique de Bâle, direction Mario Venzago, Pan Classics 510069, 2000.